# Martinus (cognomen)

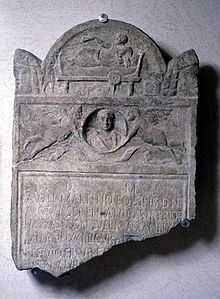
Iscrizione funeraria dedicata a Aurelius Martinus, soldato della guardia scelta a cavallo dell'imperatore, decorata con una scena di banchetto e un clipeo

Nato nell'ultima età repubblicana e presente specie in epoca imperiale Martinus era un cognomen che derivava dal nome del dio Marte e che quindi significava dedicato o consacrato al dio Marte (letteralmente significa "Piccolo Marte") ed identificava famiglie con tradizioni militari; lo utilizzavano alcune famiglie di Pretoriani. Deriva da esso il cognomen Martinianus.

## Persone
- Lucio Lucceio Martino, governatore della Germania Inferiore nel 211-212 d.C.
- Flavio Martino, Vicarius della Bretagna nel 353 d.C.
- Martina Imperatrice Romana d'Oriente dal 610 al 645 d.C.
- Martiniano, funzionario del IV secolo d.C.
- Martiniano,  generale dell'Impero romano d'Oriente nel V Secolo
- Sesto Martiniano, Imperatore Romano nel 324 d.C.

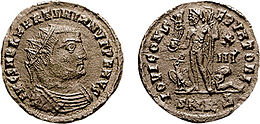
Moneta raffigurante l'imperatore Sesto Martiniano